# The Works Tour
The Works Tour fu la tredicesima tournée del gruppo rock britannico Queen, svoltasi tra il 1984 e il 1985 e legata alla promozione del loro album The Works. Successivo al tour di Hot Space, questo tour precedette il Magic Tour, che si tenne nel 1986.
Di questo tour vengono ricordate soprattutto le date del 12 e 19 gennaio 1985 al Rock in Rio di Rio de Janeiro (immortalata sulla VHS e laser disc Live in Rio) e dell'11 maggio 1985 a Tokyo (pubblicata sulla VHS, laser disc e DVD We Are the Champions: Final Live in Japan intitolato così pur non essendo questo l'ultimo concerto dei Queen con Freddie Mercury in Giappone).
Sebbene sia di circa 2 mesi successiva al termine di questo tour, si ricorda anche la data del 13 luglio 1985 al Wembley Stadium di Londra, in cui presero parte alla grande manifestazione del Live Aid.
Da menzionare, inoltre, che si tratta dell'unico tour intrapreso dal gruppo, con Freddie Mercury ancora in vita e John Deacon ancora non ritiratosi a vita privata, che abbia toccato anche l'Italia; precisamente, il 14 e 15 settembre 1984, dove si esibirono al Palasport di San Siro.

## Scaletta principale
1. Machines (or 'Back To Humans') (intro)
2. Tear It Up
3. Tie Your Mother Down
4. Under Pressure
5. Somebody to Love
6. Killer Queen
7. Seven Seas of Rhye
8. Keep Yourself Alive
9. Liar
10. Impromptu
11. Mustapha (Intro)
12. It's a Hard Life
13. Now I'm Here
14. Dragon Attack
15. Now I'm Here (reprise)
16. Is This the World We Created... ?
17. Love of My Life
18. Keyboards solo di Spike Edney
19. Guitar solo  di Brian May
20. Brighton Rock (finale)
21. Another One Bites the Dust
22. Hammer to Fall
23. Crazy Little Thing Called Love
24. Bohemian Rhapsody
25. Radio Ga Ga
26. I Want to Break Free
27. Jailhouse Rock
28. We Will Rock You
29. We Are the Champions
30. God Save the Queen

Nelle prime date europee del tour venivano eseguite: Staying Power, Great King Rat, Keyboards Solo, Sheer Heart Attack e Saturday Night's Alright For Fighting.

## Date
| Data                          | Città                    | Stato                       | Luogo                                     | Spettatori               |
| Festival di Sanremo 1984      | Festival di Sanremo 1984 | Festival di Sanremo 1984    | Festival di Sanremo 1984                  | Festival di Sanremo 1984 |
| ----------------------------- | ------------------------ | --------------------------- | ----------------------------------------- | ------------------------ |
| 3 febbraio 1984               | Sanremo                  | Italia                      | Teatro Ariston                            | 1.900                    |
| 4 febbraio 1984               | Sanremo                  | Italia                      | Teatro Ariston                            | 1.900                    |
| Golden Rose Pop Festival 1984 |                          |                             |                                           |                          |
| 12 maggio 1984                | Montreux                 | Svizzera                    | Petit Palais                              | 1.200                    |
| The Works Tour 1984           |                          |                             |                                           |                          |
| 24 agosto 1984                | Bruxelles                | Belgio                      | Forest National                           | 9.000                    |
| 28 agosto 1984                | Dublino                  | Irlanda                     | RDS Simmonscourt                          | 13.000                   |
| 29 agosto 1984                | Dublino                  | Irlanda                     | RDS Simmonscourt                          | 13.000                   |
| 31 agosto 1984                | Birmingham               | Regno Unito                 | Genting Arena                             | 14.000                   |
| 1º settembre 1984             | Birmingham               | Regno Unito                 | Genting Arena                             | 14.000                   |
| 2 settembre 1984              | Birmingham               | Regno Unito                 | Genting Arena                             | 14.000                   |
| 4 settembre 1984              | Londra                   | Regno Unito                 | Wembley Arena                             | 11.000                   |
| 5 settembre 1984              | Londra                   | Regno Unito                 | Wembley Arena                             | 11.000                   |
| 7 settembre 1984              | Londra                   | Regno Unito                 | Wembley Arena                             | 11.000                   |
| 8 settembre 1984              | Londra                   | Regno Unito                 | Wembley Arena                             | 11.000                   |
| 10 settembre 1984             | Dortmund                 | Repubblica Federale Tedesca | Westfalenhallen                           | 16.000                   |
| 12 settembre 1984             | Verona                   | Italia                      | Arena di Verona                           | -                        |
| 14 settembre 1984             | Milano                   | Italia                      | Palasport di San Siro                     | 10.000                   |
| 15 settembre 1984             | Milano                   | Italia                      | Palasport di San Siro                     | 10.000                   |
| 16 settembre 1984             | Monaco di Baviera        | Repubblica Federale Tedesca | Olympiahalle                              | 12.000                   |
| 18 settembre 1984             | Parigi                   | Francia                     | Palais Omnisports de Paris-Bercy          | 17.000                   |
| 19 settembre 1984             | Leida                    | Paesi Bassi                 | Groenoordhallen                           | -                        |
| 20 settembre 1984             | Leida                    | Paesi Bassi                 | Groenoordhallen                           | 11.000                   |
| 21 settembre 1984             | Bruxelles                | Belgio                      | Forest National                           | 9.000                    |
| 22 settembre 1984             | Hannover                 | Repubblica Federale Tedesca | Europahalle                               | 9.000                    |
| 24 settembre 1984             | Berlino                  | Repubblica Federale Tedesca | Deutschlandhalle                          | 11.000                   |
| 26 settembre 1984             | Francoforte sul Meno     | Repubblica Federale Tedesca | Festhalle                                 | 14.000                   |
| 27 settembre 1984             | Stoccarda                | Repubblica Federale Tedesca | Hanns-Martin-Schleyer-Halle               | 10.000                   |
| 29 settembre 1984             | Vienna                   | Austria                     | Wiener Stadthalle                         | 14.000                   |
| 30 settembre 1984             | Vienna                   | Austria                     | Wiener Stadthalle                         | 14.000                   |
| 5 ottobre 1984                | Sun City                 | Sudafrica                   | Sun City Superbowl                        | 6.000                    |
| 6 ottobre 1984                | Sun City                 | Sudafrica                   | Sun City Superbowl                        | 6.000                    |
| 7 ottobre 1984 (interrotto)   | Sun City                 | Sudafrica                   | Sun City Superbowl                        | 6.000                    |
| 9 ottobre 1984                | Sun City                 | Sudafrica                   | Sun City Superbowl                        | -                        |
| 10 ottobre 1984               | Sun City                 | Sudafrica                   | Sun City Superbowl                        | -                        |
| 12 ottobre 1984               | Sun City                 | Sudafrica                   | Sun City Superbowl                        | 6.000                    |
| 13 ottobre 1984               | Sun City                 | Sudafrica                   | Sun City Superbowl                        | 6.000                    |
| 14 ottobre 1984               | Sun City                 | Sudafrica                   | Sun City Superbowl                        | 6.000                    |
| 18 ottobre 1984               | Sun City                 | Sudafrica                   | Sun City Superbowl                        | 6.000                    |
| 19 ottobre 1984               | Sun City                 | Sudafrica                   | Sun City Superbowl                        | 6.000                    |
| 20 ottobre 1984               | Sun City                 | Sudafrica                   | Sun City Superbowl                        | 6.000                    |
| Rock in Rio 1985              |                          |                             |                                           |                          |
| 11 gennaio 1985               | Rio de Janeiro           | Brasile                     | Cidade do Rock                            | 250.000                  |
| 18 gennaio 1985               | Rio de Janeiro           | Brasile                     | Cidade do Rock                            | 250.000                  |
| The Works Tour 1985           |                          |                             |                                           |                          |
| 11 aprile 1985                | Hawke's Bay              | Nuova Zelanda               | Hawkes Bay Winery                         | -                        |
| 13 aprile 1985                | Auckland                 | Nuova Zelanda               | Mount Smart Stadium                       | 35.000                   |
| 14 aprile 1985                | Christchurch             | Nuova Zelanda               | Queen Elizabeth II Park                   | -                        |
| 16 aprile 1985                | Melbourne                | Australia                   | Melbourne Sports and Entertainment Centre | 13.000                   |
| 17 aprile 1985                | Melbourne                | Australia                   | Melbourne Sports and Entertainment Centre | 13.000                   |
| 19 aprile 1985                | Melbourne                | Australia                   | Melbourne Sports and Entertainment Centre | 13.000                   |
| 20 aprile 1985                | Melbourne                | Australia                   | Melbourne Sports and Entertainment Centre | 13.000                   |
| 25 aprile 1985                | Sydney                   | Australia                   | Sydney Entertainment Centre               | 15.000                   |
| 26 aprile 1985                | Sydney                   | Australia                   | Sydney Entertainment Centre               | 15.000                   |
| 28 aprile 1985                | Sydney                   | Australia                   | Sydney Entertainment Centre               | 15.000                   |
| 29 aprile 1985                | Sydney                   | Australia                   | Sydney Entertainment Centre               | 15.000                   |
| 8 maggio 1985                 | Tokyo                    | Giappone                    | Nippon Budokan                            | 14.000                   |
| 9 maggio 1985                 | Tokyo                    | Giappone                    | Nippon Budokan                            | 14.000                   |
| 11 maggio 1985                | Tokyo                    | Giappone                    | Yoyogi National Gymnasium                 | 13.000                   |
| 13 maggio 1985                | Nagoya                   | Giappone                    | Aichi Prefectural Gymnasium               | 7.000                    |
| 15 maggio 1985                | Osaka                    | Giappone                    | Osaka Castle Hall                         | 15.000                   |
| Live Aid                      |                          |                             |                                           |                          |
| 13 luglio 1985                | Londra                   | Regno Unito                 | Wembley Stadium                           | 72.000                   |
| Totale                        | Totale                   | Totale                      | Totale                                    | 1.119.000                |

## Formazione
- Freddie Mercury - voce, pianoforte
- Brian May - chitarra, cori
- John Deacon - basso, cori
- Roger Taylor - batteria, cori

### Musicisti di supporto
- Spike Edney: sintetizzatore, tastiere, cori, seconda chitarra.